# Santi Silvestro e Martino ai Monti (titolo cardinalizio)
Santi Silvestro e Martino ai Monti (in latino Titulus Sanctorum Silvestri et Martini in Montibus), anticamente conosciuto come Equitii, è un titolo cardinalizio istituito intorno al 314 da papa Silvestro I sul terreno di uno dei suoi sacerdoti, tale Equitius, vicino all'Esquilino. Successivamente il titolo fu noto come Santi Martino e Silvestro e quindi con la denominazione attuale. Secondo il catalogo di Pietro Mallio, stilato sotto il pontificato di  papa Alessandro III, questo titolo era legato alla basilica di San Pietro ed i suoi sacerdoti vi officiavano a turno.
Dal 20 novembre 2010 il titolare è il cardinale Kazimierz Nycz, arcivescovo emerito di Varsavia.

## Titolari
- Felice, Adeodato e Sebastiano (menzionati nel 499)
- Felice (circa 515 - 526)
- Lorenzo e Giovanni (menzionati nel 595)
- Sergio, C.R.L. (797 - 25 gennaio 844 eletto papa)
- Stefano (?) (936 ? - 14 luglio 939 eletto papa)
- Giovanni (964 - ?)
- Benedetto (1037 - prima del 1044)
- Giovanni (1044 - circa 1059)
- Guido (circa 1060 - prima del 1073)
- Jean, O.S.B (1073 - circa 1088)
- Pietro (1088 - circa 1102 nominato cardinale vescovo di Porto e Santa Rufina)[1]
- Benedetto ? (1099 - circa 1102)
- Divizo[2] (prima del 3 luglio 1103 - dopo il 14 gennaio 1121 nominato cardinale vescovo del Tuscolo)[3]
- Bonifazio (o Bonifacio) (?) (1105 ? - ?)
- Pietro Cariaceno (1122 o 1123 - circa 1138)
- Matteo (circa 1138 - gennaio 1139 deceduto)
- Egmondo (o Edmondo) (1139 - circa 1145 deceduto)
- Robert Pullen (1142 - 1146 deceduto)
  - Giovanni Mercone (1150 - 1169 deceduto), pseudocardinale degli antipapi Vittore IV e Pasquale III
- János Struma (?) (1163 ? - 1165 ?)
  - Stefano (1172 - 1173), pseudocardinale dell'antipapa Callisto III
- Rolando Paparoni (1184 - 1189)
- Alessandro (maggio 1189 - 1190 deceduto)
- Ugo Bobone (o Uguccione Thieneo) (settembre 1190 - 9 marzo 1206 deceduto)
- Giacomo Guala Bicchieri (o Beccaria), C.R.S.A. (1211 - 1227 deceduto)
- François Cassard (1237 - 7 agosto 1237 deceduto)
- Simone Paltinieri (o Paltineri) (17 dicembre 1261 - 1277 deceduto)
- Gervais Jeancolet de Clinchamp (12 aprile 1281 - 15 settembre 1287 deceduto)
- Benedetto Caetani seniore (22 settembre 1291 - 24 dicembre 1294 eletto papa)
- Gentile Portino di Montefiore (o Partino), O.Min. (2 marzo 1300 - 27 ottobre 1312 deceduto)
- Vital du Four, O.Min. (23 dicembre 1312 - giugno 1321 nominato cardinale vescovo di Albano)
- Pierre des Chappes (18 dicembre 1327 - 24 marzo 1336 deceduto)
- Aymeric de Chalus (20 settembre 1342 - 31 ottobre 1349 deceduto)
- Pierre de Cros (17 dicembre 1350 - 23 settembre 1361 deceduto)
- Gilles Aycelin de Montaigut (17 settembre 1361 - 1368 nominato cardinale vescovo di Frascati)
- Filippo Carafa della Serra (18 settembre 1378 - 22 maggio 1389)
  - Nicolas de Saint-Saturnin, O.P. (18 dicembre 1378 - 23 gennaio 1382 deceduto), pseudocardinale dell'antipapa Clemente VII
  - Faydit d'Aigrefeuille, O.S.B.Clun. (23 dicembre 1383 - 2 ottobre 1391 deceduto), pseudocardinale dell'antipapa Clemente VII
- Bartolomeo Mezzavacca (18 dicembre 1389 - 20 luglio 1396 deceduto)
  - Pedro Serra (22 settembre 1397 - 8 ottobre 1404 deceduto), pseudocardinale dell'antipapa Benedetto XIII
- Angelo Cybo, diaconia pro illa vice (27 febbraio 1402 - 1404 ? deceduto)
- Giordano Orsini (12 giugno 1405 - 25 marzo 1409 nominato cardinale presbitero di San Lorenzo in Damaso)
- Guillaume d'Estouteville (8 gennaio 1440 - 1459 nominato cardinale presbitero di Santa Pudenziana)[4]
  - Johannes Grünwalder (2 ottobre 1440 - 15 gennaio 1448 dimesso), pseudocardinale dell'antipapa Felice V (non accettò la promozione)
- Jean Jouffroy, O.S.B.Clun. (1461 - 24 novembre 1473 deceduto)
- Carlo II di Borbone (15 gennaio 1477 - 17 settembre 1488 deceduto)
- André d'Espinay (23 marzo 1489 - 10 novembre 1500 deceduto)
- Tamás Bakócz (5 ottobre 1500 - 11 giugno 1521 deceduto)
- Louis de Bourbon-Vendôme (11 giugno 1521 - 3 marzo 1533 nominato cardinale presbitero di Santa Sabina)
- Jean d'Orléans-Longueville (3 marzo 1533 - 24 settembre 1533 deceduto)
- Philippe de la Chambre, O.S.B.Clun. (10 novembre 1533 - 23 marzo 1541 nominato cardinale presbitero di Santa Prassede)
- Uberto Gambara (23 marzo 1541 - 15 febbraio 1542 nominato cardinale presbitero di Sant'Apollinare)
- Giovanni Vincenzo Acquaviva d'Aragona (12 giugno 1542 - 16 agosto 1546 deceduto)
- Girolamo Verallo (10 maggio 1549 - 29 novembre 1553 nominato cardinale presbitero di San Marcello)
- Diomede Carafa (13 gennaio 1556 - 12 agosto 1560 deceduto)
- Carlo Borromeo, diaconia pro illa vice (4 settembre 1560 - 4 giugno 1563); (4 giugno 1563 - 17 novembre 1564 nominato cardinale presbitero di Santa Prassede)
- Philibert Babou de la Bourdaisière (17 novembre 1564 - 14 maggio 1568 nominato cardinale presbitero di Sant'Anastasia)
- Girolamo da Correggio (14 maggio 1568 - 9 giugno 1570 nominato cardinale presbitero di Santa Prisca)
- Gaspar Cervantes de Gaete (16 giugno 1570 - 23 gennaio 1572 nominato cardinale presbitero di Santa Balbina)
- Gabriele Paleotti (5 luglio 1572 - 11 maggio 1587 nominato cardinale presbitero di San Lorenzo in Lucina)
- William Allen (31 agosto 1587 - 16 ottobre 1594 deceduto)
- Francesco Cornaro (21 giugno 1596 - 23 aprile 1598 deceduto)
- Fernando Niño de Guevara (8 gennaio 1599 - 8 gennaio 1609 deceduto)
- Domenico Rivarola (12 settembre 1611 - 3 gennaio 1627 deceduto)
  - Titolo vacante (1627 - 1633)
- Alfonso de la Cueva-Benavides y Mendoza-Carrillo (18 luglio 1633 - 9 luglio 1635 nominato cardinale presbitero di Santa Balbina)
- Pier Luigi Carafa (10 luglio 1645 - 15 febbraio 1655 deceduto)
- Federico Sforza (26 giugno 1656 - 21 aprile 1659 nominato cardinale presbitero di Sant'Anastasia)
- Volumnio Bandinelli (19 aprile 1660 - 5 giugno 1667 deceduto)
- Giulio Spinola (18 luglio 1667 - 13 novembre 1684 nominato cardinale presbitero di San Crisogono)
  - Titolo vacante (1684 - 1689)
- Opizio Pallavicini (14 novembre 1689 - 11 febbraio 1700 deceduto)
- Marcello d'Aste (30 marzo 1700 - 11 giugno 1709 deceduto)
- Giuseppe Maria Tomasi di Lampedusa, C.R. (11 luglio 1712 - 1º gennaio 1713 deceduto)
- Niccolò Caracciolo (5 febbraio 1716 - 7 febbraio 1728 deceduto)
- Giovanni Antonio Guadagni, O.C.D. (17 dicembre 1731 - 23 febbraio 1750 nominato cardinale vescovo di Frascati)
  - Titolo vacante (1750 - 1754)
- Giovanni Francesco Stoppani (20 maggio 1754 - 18 luglio 1763 nominato cardinale vescovo di Palestrina)
  - Titolo vacante (1763 - 1773)
- Francesco Saverio de Zelada (26 aprile 1773 - 17 giugno 1793); in commendam (17 giugno 1793 - 19 dicembre 1801 deceduto)
- Luigi Ruffo Scilla (9 agosto 1802 - 17 novembre 1832 deceduto)
- Ugo Pietro Spinola (17 dicembre 1832 - 21 gennaio 1858 deceduto)
- Antonio Benedetto Antonucci (18 marzo 1858 - 29 gennaio 1879 deceduto)
- Pier Francesco Meglia (27 febbraio 1880 - 31 marzo 1883 deceduto)
  - Titolo vacante (1883 - 1887)
- Luigi Giordani (17 marzo 1887 - 21 aprile 1893 deceduto)
- Kolos Ferenc Vaszary, O.S.B. (15 giugno 1893 - 3 settembre 1915 deceduto)
- Giulio Tonti (9 dicembre 1915 - 11 dicembre 1918 deceduto)
- Achille Ratti, O.SS.C.A. (16 giugno 1921 - 6 febbraio 1922 eletto papa)
- Eugenio Tosi, O.SS.C.A. (14 dicembre 1922 - 7 gennaio 1929 deceduto)
- Alfredo Ildefonso Schuster, O.S.B.Cas. (18 luglio 1929 - 30 agosto 1954 deceduto)
- Giovanni Battista Montini (18 dicembre 1958 - 21 giugno 1963 eletto papa)
- Giovanni Colombo (25 febbraio 1965 - 20 maggio 1992 deceduto)
- Armand Gaétan Razafindratandra (26 novembre 1994 - 9 gennaio 2010 deceduto)
- Kazimierz Nycz, dal 20 novembre 2010